# Gülşen (Vorname)
Gülşen ist ein türkischer weiblicher Vorname persischer Herkunft mit der Bedeutung „Rosengarten“, gebildet aus den Elementen gül (dt.: „Rose“) und şen. Eine seltenere, persisch-türkische Form des Namens ist Gülsen, gebildet aus den Elementen gül und sen (dt.: „du“) mit der Bedeutung „(du bist) schön wie eine Rose“.

## Namensträgerinnen
- Gülşen Aktaş (* 1957), türkische Lehrerin und Politologin in Deutschland
- Gülşen Bayraktar Çolakoğlu (Gülşen; * 1976), türkische Popsängerin
- Gülşen Degener (* 1968), türkischstämmige Karambolagespielerin